# Iron Reagan
Iron Reagan ist eine US-amerikanische Crossover-Band aus Richmond, Virginia, die im Jahr 2012 gegründet wurde.

## Geschichte
Die Band wurde im Jahr 2012 aus Bandmitgliedern von Gruppen wie Municipal Waste, Cannabis Corpse und Darkest Hour gegründet. Der Name Iron Reagan, ein Kofferwort aus Iron Maiden und Ronald Reagan, stammt von Tony Foresta. Dieser hatte diesen Namen schon lange im Kopf gehabt. Da Foresta Reagan als besonders schurkenhaft empfand und dieser in den 1980ern regiert hatte, eine Zeit in der Punk und Metal aufeinander getroffen waren, empfand er den Namen passend für die Band. Danach folgte die Veröffentlichung eines ersten Demos im Jahr 2012, sowie 2013 das Debütalbum Worse Than Dead über A389 Records und 2014 eine Split-Veröffentlichung zusammen mit Exhumed bei Tankcrimes Records. Zudem nahm die Band in den Blaze of Torment Studios in Richmond ihr zweites Album auf. Der Tonträger wurde von der Band selbst produziert und von Kurt Ballou von Converge abgemischt. Daraufhin ging die Band im April 2014 zusammen mit Ghoul und Occultist auf Tour durch die USA. Im September 2014 erschien das zweite Album unter dem Namen Tyranny of Will bei Relapse Records.

## Stil
In seiner Rezension zu The Tyranny of Will gab Ronny Bittner vom Rock Hard an, dass man auf dem Album eine ähnliche Richtung wie Municipal Waste einschlägt und beschrieb die Musik als einen Crossover aus Hardcore Punk und Thrash Metal. Jedoch sei die Musik im Vergleich zu Municipal Waste „wesentlich ernster, punkiger und aggressiver“. Die Lieder seien meist sehr kurz, sodass die Gruppe nur mit zwei Liedern die Zwei-Minuten-Grenze überschreite. Der Gesang sei oft unverständlich. Ähnlich sah es Denise Borders von punkworldviews.com in ihrer Rezension zu Worse Than Dead. Lieder seien kurz und schnell und eine Mischung aus Thrash Metal und Hardcore Punk. Zudem behandele Iron Reagan im Gegensatz zu Municipal Waste weniger das Feiern von Partys.

## Galerie

Iron Reagan, Besetzung live auf dem Party.San 2016
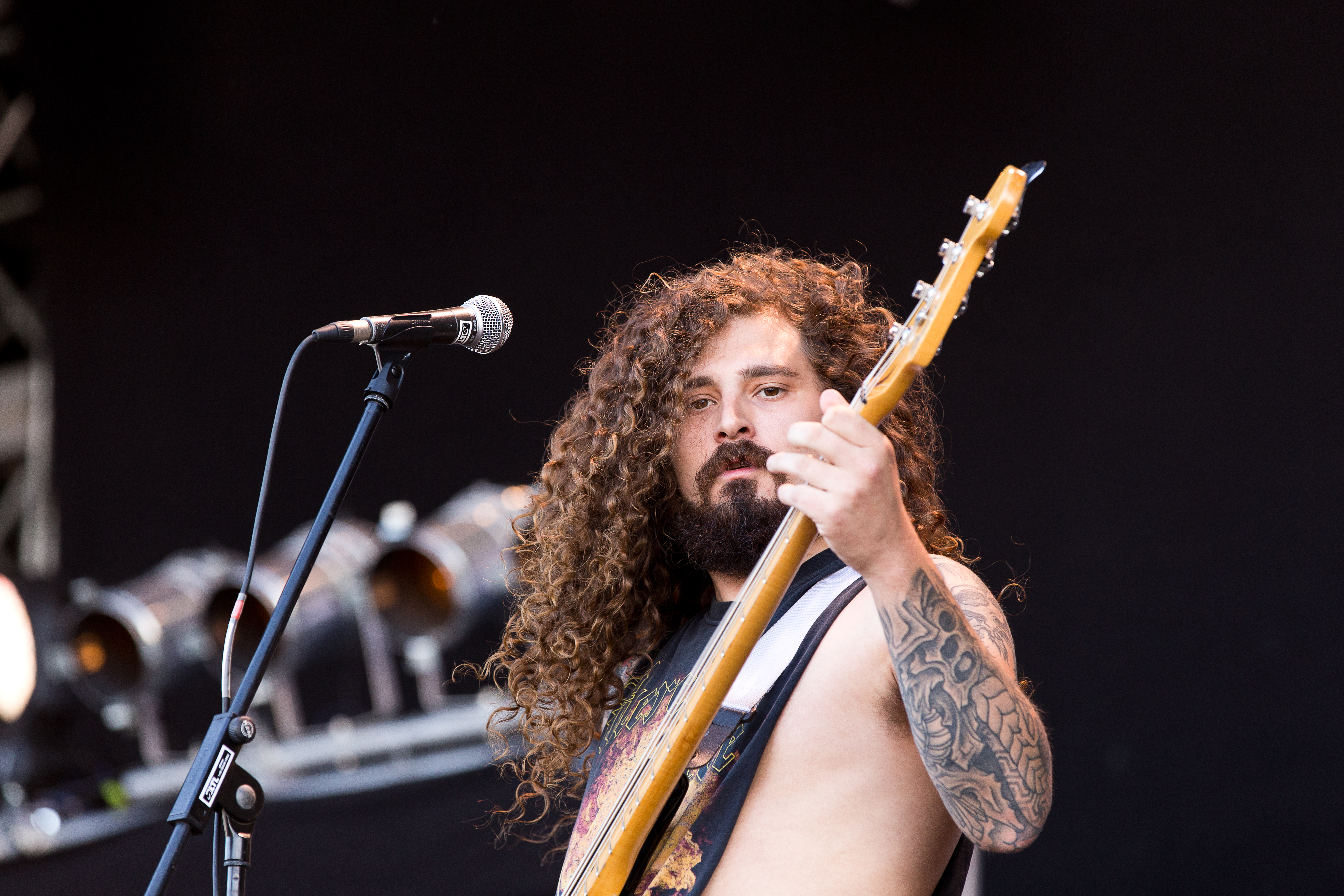
Rob Skotis
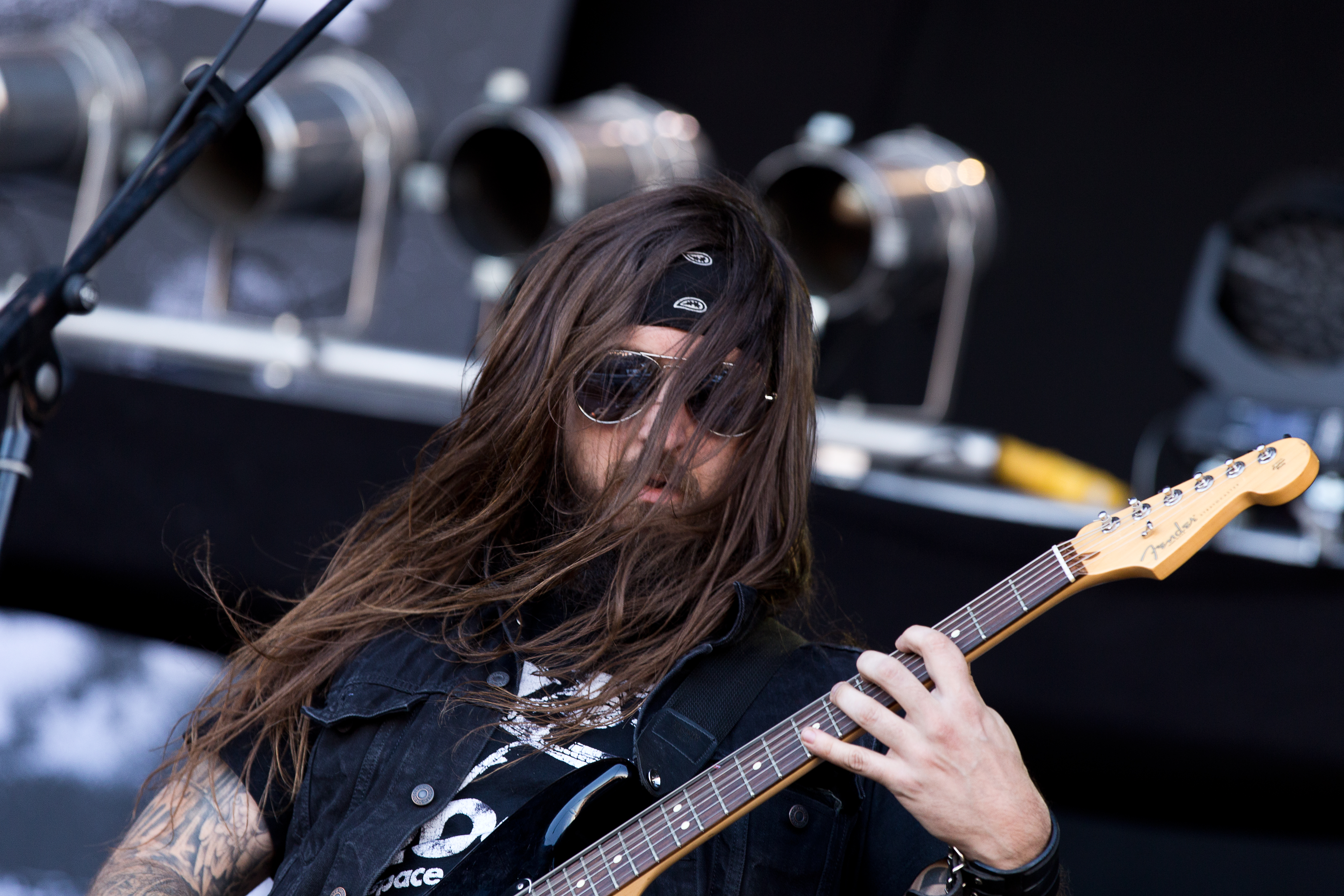
Landphil Hall
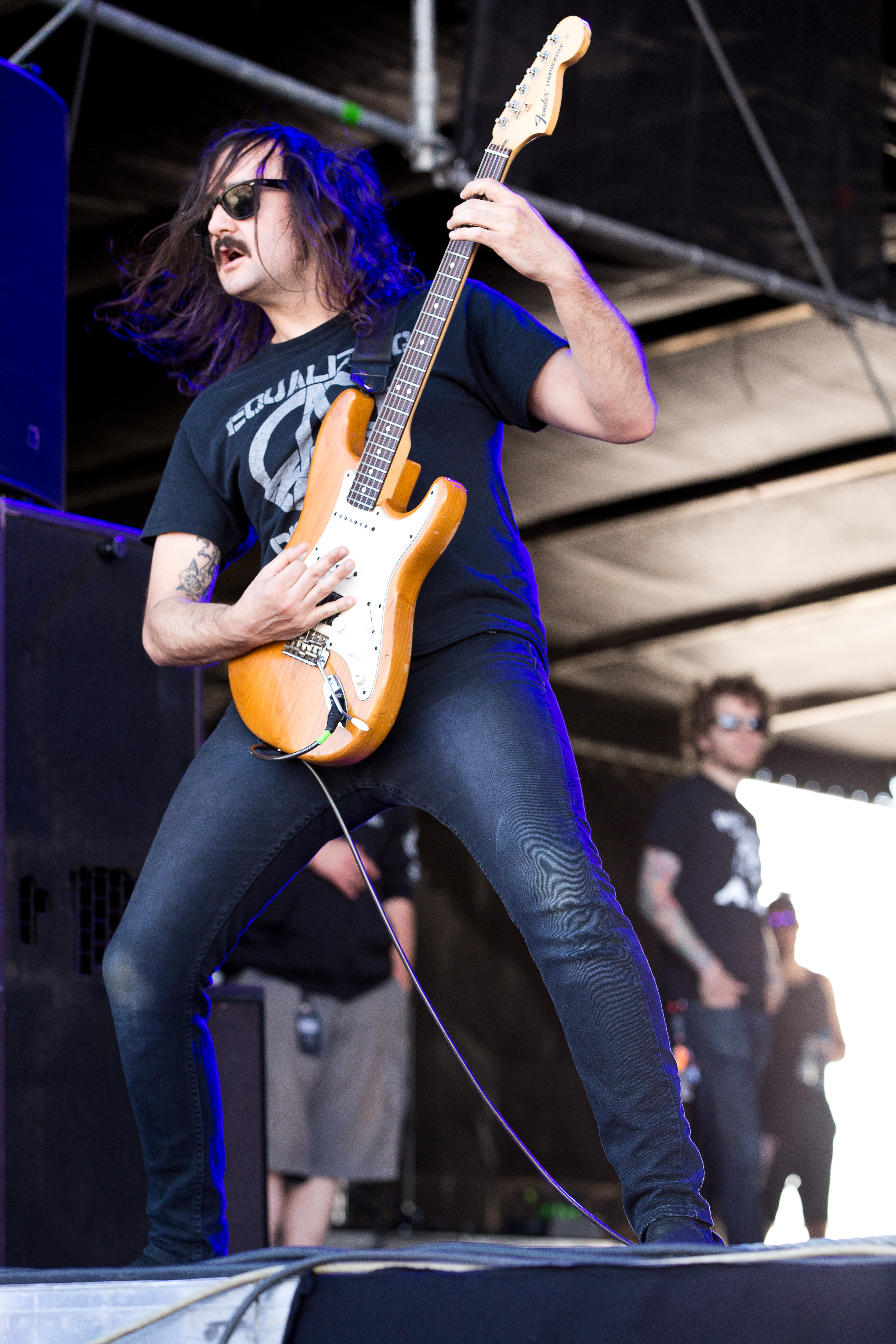
Mark Bronzino
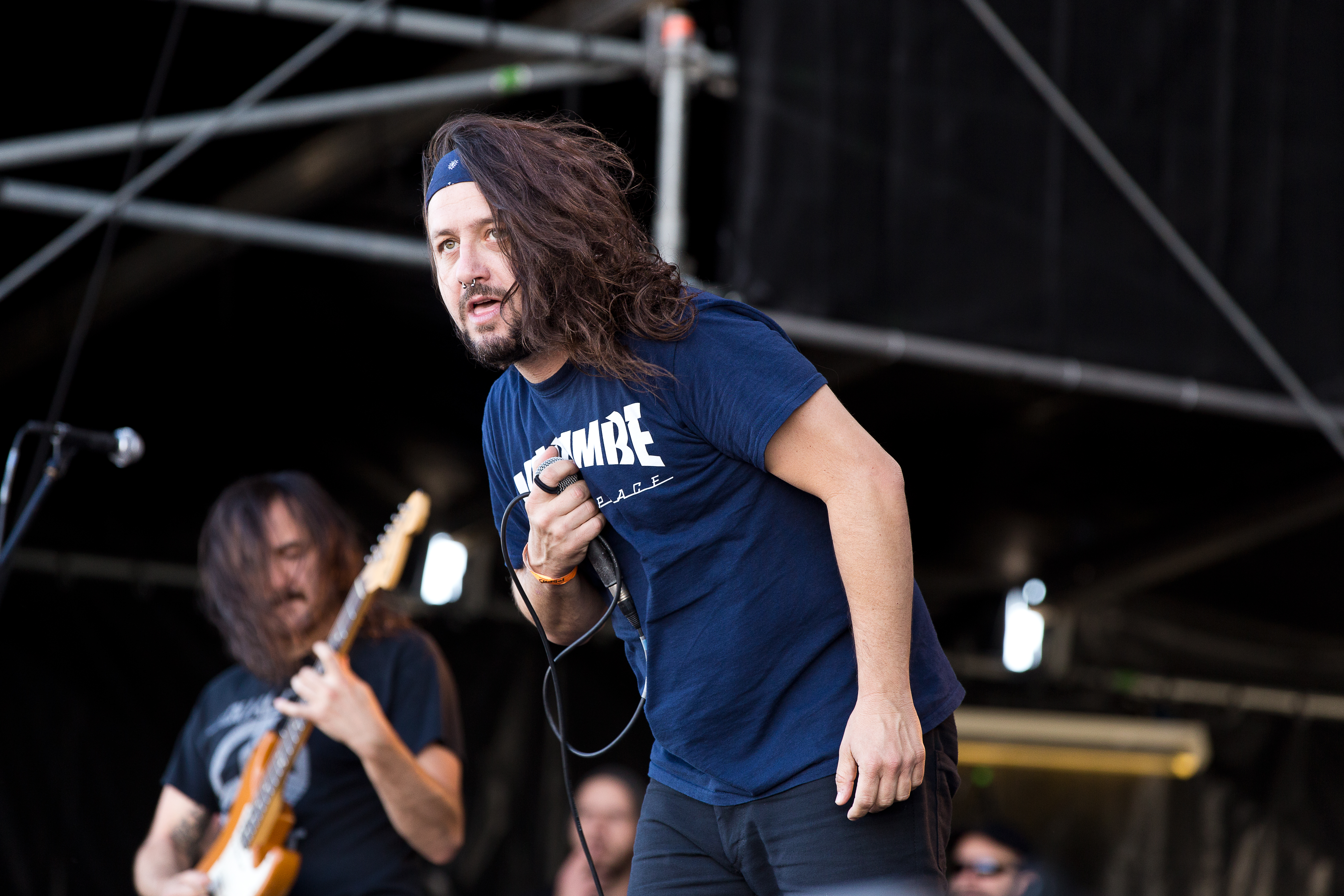
Tony Foresta

## Diskografie
- 2012: Demo 2012 (Demo, Tankcrimes Records)
- 2013: Worse Than Dead (Album, A389 Recordings)
- 2014: Exhumed / Iron Reagan (Split mit Exhumed, Tankcrimes Records)
- 2014: Spoiled Identity (EP, Eigenveröffentlichung)
- 2014: The Tyranny of Will (Album, Relapse Records)
- 2017: Crossover Ministry (Album, Relapse Records)
- 2019: Don´t Do It Donnie/They Scream (Split mit Sacred Reich)